# Uğur Uçar
Uğur Uçar, né le 5 avril 1987 à Bakırköy, est un footballeur turc devenu entraîneur.

## Biographie

### Carrière nationale
Uğur Uçar est formé au club de Galatasaray SK.
Le 23 décembre 2002, à l'âge de 15 ans, il signe son premier contrat professionnel en faveur de Galatasaray SK.
Le 31 janvier 2004, à l'âge de 16 ans, il joue son premier match avec l'équipe junior de Galatasaray SK PAF contre Gaziantepspor PAF, pour une victoire 6-1 à domicile.
Le 7 mars 2004, à l'âge de 16 ans, il joue son premier match avec l'équipe première de Galatasaray SK contre Adanaspor A.Ş. en remplaçant Hasan Şaş à la 83e minute, pour une victoire 3-2 à domicile. Mais pendant la saison 2003-2004, il ne joue que 7 minutes avec l'équipe première du fait de son très jeune âge.
Le 28 janvier 2005, à l'âge de 17 ans, il joue son premier match en tant que titulaire avec Galatasaray SK contre Konyaspor, pour une victoire 2-0 à l'extérieur à Konya.
Le 11 mai 2005, à l'âge de 18 ans, il joue le match historique en finale de la Coupe de Turquie contre Fenerbahçe SK en rentrant à la 46e minute à la place de Orhan Ak, pour une victoire de Galatasaray SK 5-1 au Stade olympique Atatürk.
À la fin de la saison 2004-2005, son équipe de Galatasaray SK se classe à la troisième place du Championnat de Turquie de football.
Le 15 septembre 2005, à l'âge de 18 ans, il joue son premier match européen en Coupe de l'UEFA avec Galatasaray SK contre Tromsø IL, pour une défaite 1-0 à l'extérieur.
Le 27 octobre 2005, à l'âge de 18 ans, il marque son premier but sous les couleurs de Galatasaray SK contre Mersin Idman Yurdu en Coupe de Turquie, pour une victoire 4-0 à domicile.
À la fin de la saison 2005-2006, il est sacré champion de Turquie avec Galatasaray SK pour la première fois de sa carrière.
Le 31 août 2006, à l'âge de 19 ans, il est prêté au club de Kayserispor, équipe de Première division turque pour une saison, afin d'engranger plus d'expérience. Le 9 septembre 2006, il joue son premier match sous le maillot de Kayserispor en rentrant à la 74e minute à la place de Bülent Bölükbaşı contre Gençlerbirliği SK, pour un match nul 0-0 à domicile à Kayseri. À la fin de la saison 2006-2007, son équipe se classe à la cinquième place, et pour sa part il réalise une très bonne saison. Son prêt est donc très bénéfique pour lui.
Pour la saison 2007-2008, âgé de 20 ans, il retourne au club de Galatasaray SK. Jusqu'au 18 février 2008, il réalise une superbe prestation dans la défense de Galatasaray SK, mais ce jour-là sur un terrain gelé contre Konyaspor, il est victime d'une blessure au pied qui le prive du reste de la saison. À la fin de la saison 2007-2008, il est de nouveau sacré champion de Turquie avec Galatasaray SK, ce qui constitue le deuxième titre de champion de sa carrière.

### Carrière internationale
Uğur Uçar joue avec les sélections turques des -16 ans, -17 ans, -18 ans, -19 ans, -20 ans et enfin -21 ans.
Le 16 juillet 2002, il reçoit sa première sélection avec la Turquie -16 ans contre la Roumanie -16 ans, pour une victoire 4-1 à l'extérieur à Ploiești.
Le 7 janvier 2003, il reçoit sa première sélection avec la Turquie -17 ans contre la Belgique -17 ans, pour une victoire 2-1 à domicile à Söke.
Le 8 juin 2004, il reçoit sa première sélection avec la Turquie -18 ans contre la Croatie -18 ans, pour un match nul 2-2 à l'extérieur.
Le 1er septembre 2004, il reçoit sa première sélection avec la Turquie -19 ans contre la Hongrie -19 ans, pour une défaite 1-0 à l'extérieur.
Le 18 mai 2005, il reçoit sa première sélection avec la Turquie -20 ans contre la Syrie -20 ans, pour un match nul 0-0 à domicile.
Le 17 août 2005, il reçoit sa première sélection avec la Turquie -21 ans contre la Bulgarie -21 ans, pour un match nul 3-3 à l'extérieur.

## Statistiques
| Club           | Saison  | Niveau            | Ligue | Ligue | Ligue | Coupe | Coupe | Coupe | Europe | Europe | Europe |
| Club           | Saison  | Niveau            | MJ    | But   | P.D   | MJ    | But   | P.D   | MJ     | But    | P.D    |
| -------------- | ------- | ----------------- | ----- | ----- | ----- | ----- | ----- | ----- | ------ | ------ | ------ |
| Galatasaray SK | 2003-04 | Türkcell Süperlig | 1     | -     | -     | -     | -     | -     | -      | -      | -      |
| Galatasaray SK | 2004-05 | Türkcell Süperlig | 6     | -     | -     | 4     | -     | -     | -      | -      | -      |
| Galatasaray SK | 2005-06 | Türkcell Süperlig | 17    | -     | -     | 2     | 1     | -     | 2      | -      | -      |
| Kayserispor    | 2006-07 | Türkcell Süperlig | 22    | -     | -     | 5     | -     | -     | 1      | -      | -      |
| Galatasaray SK | 2007-08 | Türkcell Süperlig | 21    | -     | 5     | 4     | -     | -     | 6      | -      | -      |
| Galatasaray SK | 2008-09 | Türkcell Süperlig | 0     | -     | -     | -     | -     | -     | -      | -      | -      |
| Total          | 2003-09 |                   | 67    | -     | 5     | 15    | 1     | -     | 9      | -      | -      |

## Palmarès
- Vainqueur de la Coupe de Turquie en 2005 avec Galatasaray
- Champion de Turquie en 2006 et 2008 avec Galatasaray
- Vainqueur de la Méridian Cup en 2005 avec l'équipe de Turquie des moins de 18 ans